# Arbeitsgemeinschaft der Leiter der Berufsfeuerwehren
Die Arbeitsgemeinschaft der Leiterinnen und Leiter der Berufsfeuerwehren (AGBF Bund) ist ein freiwilliger Zusammenschluss der Leiterinnen und Leiter von Berufsfeuerwehren in Deutschland. Sie stellt eine sich selbst tragende Vereinigung im Deutschen Städtetag (DST) dar.

## Geschichte
Die AGBF wurde am 8. Juni 1952 in Mannheim gegründet, weil sich die Berufsfeuerwehren in den Gremien des Deutschen Feuerwehrverbandes und der Vereinigung zur Förderung des Deutschen Brandschutzes nicht ausreichend repräsentiert sahen. Initiator war der Leiter der Berufsfeuerwehr Kiel, Holsten. Erster Vorsitzender wurde der Leiter der Berufsfeuerwehr Mannheim, Gert Magnus. Bis einschließlich des Jahres 1989 waren in der AGBF nur westdeutsche Berufsfeuerwehren vertreten. Im März 1990 nahmen erstmals Vertreter von Berufsfeuerwehren der DDR teil.

## Aufgaben
Die AGBF hat nach eigener Angabe „die Aufgabe, Erfahrungsaustausch zu pflegen, auf eine Koordination in wichtigen Fragen der Feuerwehren hinzuwirken sowie Grundsätze und Empfehlungen im Bereich des Feuerwehrwesens, des Rettungsdienstes, des Katastrophenschutzes und der Gefahrenabwehr auf dem Gebiete des Umweltschutzes zu entwickeln.“ 
Besondere Bedeutung kommt der AGBF zum Beispiel bei der Ausbildung von Höhenrettungsgruppen zu, bei der sie den Quasi-Standard bildet. Gleiches gilt für die vom AGBF als Qualitätskriterien entwickelten Schutzziele (Bewältigung kritischer Wohnungsbrand – Hilfsfrist, Funktionsstärke, Erreichungsgrad), die eine Basis der aktuellen Brandschutzbedarfsplanungen darstellen.

## Organisation
Die AGBF besteht aus 16 Landesorganisationen mit Landesvorsitzenden und dem AGBF-Bund als Bundesorganisation. Die AGBF-Bund hat einen Vorsitzenden und mehrere Stellvertreter. Die Facharbeit wird in sechs ständigen Arbeitskreisen geleistet, die wiederum eigene Vorsitzende haben. Daneben existieren Arbeitsgruppen zu spezifischen Themen.
Der Vorsitz der AGBF Bund und der jeweiligen Arbeitskreise wird von den Leitungen der Berufsfeuerwehren in Deutschland oder hochrangigen Abteilungsleitungen der jeweiligen Berufsfeuerwehren übernommen.
Der Vorsitzende der AGBF-Bund, Branddirektor Jochen Stein, leitet die Berufsfeuerwehr in Bonn.
| Arbeitskreis                 | Leitung des Arbeitskreises          |
| ---------------------------- | ----------------------------------- |
| Arbeitskreis Ausbildung      | Ltd. Branddirektor Bernd Herrenkind |
| Arbeitskreis Grundsatzfragen | Oberbranddirektor Wolfgang Schäuble |
| Arbeitskreis Rettungsdienst  | Branddirektor Jörg Schmidt          |

Zusätzlich zu den Arbeitskreisen bestehen auch weitere Unterorganisationen, wie Arbeitsgruppen und Fachausschüsse.
| Arbeitsgruppe / Fachausschuss                                    | Leitung der Arbeitsgruppe / des Fachausschusses |
| ---------------------------------------------------------------- | ----------------------------------------------- |
| Arbeitsgemeinschaft der Feuerwehren im Rettungsdienst (AG FReDi) | Branddirektor Jörg Wackerhahn                   |
| Fachausschuss Leitstellen und Digitalisierung                    | Ltd. Branddirektor Jens Cordes                  |
| Fachausschuss Technik                                            | Branddirektor Christian Schwarze                |
| Fachausschuss Vorbeugender Brand- und Gefahrenschutz             | Ltd. Branddirektor Peter Bachmeier              |
| Fachausschuss Zivil- und Katastrophenschutz                      | Ltd. Branddirektor Per Kleist                   |